# Lauren James
Lauren Elizabeth James (Londen, 29 september 2001) is een Engels voetbalspeelster die als aanvaller actief is bij Chelsea in de FA Women's Super League en de nationale ploeg van Engeland.

## Biografie
James werd in 2001 geboren in Londen. Ze is van Grenadiaanse en Dominicaanse afkomst via haar vader en van Engelse afkomst via haar moeder en de jongere zus van Reece James die ook actief is bij de nationale ploeg van Engeland.. Ze ging naar de Twickenham School in Whitton, Londen.

## Nationale carrière
James werd als 13-jarige gescout door Arsenal en trainde bij het jongensteam, maar binnen twee jaar begon ze te trainen bij het eerste team van de vrouwen. Op 29 oktober 2017 werd James de op een na jongste speler in de geschiedenis van Arsenal die haar debuut maakte. Ze kwam de 67e minuut in ter vervanging van Lisa Evans bij een 2-0 overwinning op Everton in het seizoen 2017-2018.
Op 13 juli 2018 werd aangekondigd dat James deel zou uitmaken van het eerste professionele Manchester United-team dat zou deelnemen aan het geherstructureerde FA Women's Championship 2018-19. Ze maakte haar competitiedebuut voor Manchester United in een 1-0 overwinning in de League Cup tegen Liverpool op 19 augustus 2018.
Op 23 juli 2021 tekende James een vierjarig contract bij Chelsea. Ze scoorde haar eerste doelpunt voor de club in een 9-0 uitoverwinning tegen Leicester City op 27 maart 2022. In haar tweede seizoen bij Chelsea speelde James 33 wedstrijden en scoorde 8 doelpunten, waaronder 5 in de WSL. Haar optredens in het seizoen 2022-2023 leverden haar de Young Player Of The Year Award op bij de Women's Football Awards. In juni 2023 werd aangekondigd dat James een contract had getekend om tot 2027 bij Chelsea te blijven.

## Internationale carrière
In april 2017 maakte James haar debuut bij de Engeland O-17 in een 2-0 vriendschappelijke wedstrijd tegen de Verenigde Staten. Op 14 oktober 2017 voerde ze Engeland aan tijdens een 10-0 overwinning op Letland als onderdeel van de kwalificatie voor het Europees kampioenschap voetbal vrouwen onder 17 - 2018, waarbij ze vier doelpunten maakte.
In januari 2019 ontving James haar eerste oproep voor het Engels O-19-team voor het Algarve Tournament. In juli 2019 werd James opgenomen in de Engelse selectie voor het Europees kampioenschap voetbal vrouwen onder 19 - 2019 in Schotland.
In november 2020 ontving James haar eerste oproep voor het nationale seniorenteam als onderdeel van een trainingskamp voor 29 spelers in St George's Park. Ze debuteerde bij de nationale ploeg op 3 september 2022 als invaller in de 79e minuut tijdens de kwalificatiewedstrijd van Engeland voor het Wereldkampioenschap voetbal vrouwen 2023 tegen Oostenrijk. Ze scoorde haar eerste internationale doelpunt op 16 februari 2023 tijdens de 4-0 overwinning van Engeland tegen Zuid-Korea in de Arnold Clark Cup 2023.
Op 31 mei 2023 werd James geselecteerd voor het Wereldkampioenschap voetbal vrouwen 2023 in juli 2023. Ze scoorde het enige doelpunt in de 1-0 overwinning van Engeland op Denemarken in hun tweede wedstrijd in Groep D, gevolgd door twee doelpunten, drie assists en "speler van de wedstrijd" tegen China in hun laatste groepswedstrijd. In de eerste wedstrijd van de knock-outfase, tegen Nigeria, werd James van het veld gestuurd en voor twee wedstrijden geschorst omdat zij op de rug stond van de Nigeriaanse aanvaller Michelle Alozie, officieel gekwalificeerd als "gewelddadig gedrag". Engeland won tijdens haar afwezigheid op strafschoppen en kwalificeerde zich later voor de finale.
Op 6 juni 2025 werd James opgenomen in de Engelse selectie voor op het EK 2025 in Zwitserland. In het tweede groepsduel tegen Nederland leidde ze haar ploeg met twee doelpunten naar een 4-0 overwinning. Met haar land werd ze op 27 juli 2025 Europees kampioen door in de finale na penalty's af te rekenen met Spanje.
1 Earps ·
2 Bronze ·
3 Charles ·
4 Walsh ·
5 Greenwood ·
6 Bright  ·
7 James ·
8 Stanway ·
9 Daly ·
10 Toone ·
11 Hemp ·
12 Nobbs ·
13 Hampton ·
14 Wubben-Moy ·
15 Morgan ·
16 Carter ·
17 Coombs ·
18 Kelly ·
19 England ·
20 Zelem ·
21 Roebuck ·
22 Robinson ·
23 Russo ·
Coach: Wiegman
1 Hampton ·
2 Bronze ·
3 Charles ·
4 Walsh ·
5 Greenwood ·
6 Williamson  ·
7 James ·
8 Stanway ·
9 Mead ·
10 Toone ·
11 Hemp ·
12 Le Tissier ·
13 Moorhouse ·
14 Clinton ·
15 Morgan ·
16 Carter ·
17 Agyemang ·
18 Kelly ·
19 Beever-Jones ·
20 Park ·
21 Keating ·
22 Wubben-Moy ·
23 Russo ·
Coach: Wiegman